# USHL 1947/48
Die Saison 1947/48 war die dritte reguläre Saison der United States Hockey League (USHL). Meister wurden die Houston Huskies.

## Teamänderungen
Folgende Änderungen wurden vor Beginn der Saison vorgenommen:
- Die Houston Skippers stellten den Spielbetrieb ein.
- Die Houston Huskies wurden als Expansionsteam in die Liga aufgenommen.

## Modus
In der Regulären Saison absolvierten die acht Mannschaften jeweils 66 Spiele, wobei die Meisterschaft in zwei Division (North und South) aufgeteilt wurde. Anschließend wurde der Meister in Playoffs ausgespielt. Für einen Sieg erhielt jede Mannschaft zwei Punkte, bei einem Unentschieden einen Punkt und bei einer Niederlage null Punkte.

## Reguläre Saison

### North Division
Abkürzungen: GP = Spiele, W = Siege, L = Niederlagen, T = Unentschieden, GF = Erzielte Tore, GA = Gegentore, Pts = Punkte
|                      | GP | W  | L  | T | GF  | GA  | Pts |
| -------------------- | -- | -- | -- | - | --- | --- | --- |
| Minneapolis Millers  | 66 | 34 | 26 | 6 | 259 | 228 | 74  |
| Kansas City Pla-Mors | 66 | 35 | 27 | 4 | 274 | 244 | 74  |
| Omaha Knights        | 66 | 32 | 27 | 7 | 275 | 252 | 71  |
| St. Paul Saints      | 66 | 30 | 30 | 6 | 236 | 245 | 66  |

### South Division
Abkürzungen: GP = Spiele, W = Siege, L = Niederlagen, T = Unentschieden, GF = Erzielte Tore, GA = Gegentore, Pts = Punkte
|                    | GP | W  | L  | T | GF  | GA  | Pts |
| ------------------ | -- | -- | -- | - | --- | --- | --- |
| Houston Huskies    | 66 | 36 | 27 | 3 | 317 | 267 | 75  |
| Fort Worth Rangers | 66 | 30 | 31 | 5 | 230 | 234 | 65  |
| Tulsa Oilers       | 66 | 23 | 34 | 9 | 222 | 275 | 55  |
| Dallas Texans      | 66 | 21 | 39 | 6 | 208 | 276 | 48  |